# Municipio de Matney
El municipio de Matney (en inglés: Matney Township) es un municipio ubicado en el condado de Baxter en el estado estadounidense de Arkansas. En el año 2010 tenía una población de 107 habitantes y una densidad poblacional de 1,69 personas por km².

## Geografía
El municipio de Matney se encuentra ubicado en las coordenadas 36°8′27″N 92°24′6″O / 36.14083, -92.40167. Según la Oficina del Censo de los Estados Unidos, el municipio tiene una superficie total de 63.41 km², de la cual 62,93 km² corresponden a tierra firme y (0,76 %) 0,48 km² es agua.

## Demografía
Según el censo de 2010, había 107 personas residiendo en el municipio de Matney. La densidad de población era de 1,69 hab./km². De los 107 habitantes, el municipio de Matney estaba compuesto por el 96,26 % blancos, el 1,87 % eran amerindios y el 1,87 % eran de una mezcla de razas. Del total de la población el 0 % eran hispanos o latinos de cualquier raza.